# El lenguaje clásico de la arquitectura
El lenguaje clásico de la arquitectura (en inglés The Classical Language of Architecture) es un libro de 1965 de Sir John Summerson, compilación de seis conferencias de radio de la BBC dadas en 1963. Comprende una discusión de unas 60 páginas sobre los orígenes de la arquitectura clásica y su movimiento a través de la Antigüedad, el Renacimiento, el Manierismo, el Barroco, el Neoclásico y el Georgiano. Se incluye una discusión de las reglas y elementos en términos clásicos de las Órdenes, armonía arquitectónica de diseño. En 2017 siguió imprimiéndose en varios países, en ediciones ilustradas de unas 144 páginas, con 119 ilustraciones, más pequeños diagramas. Para las transmisiones de radio originales, la BBC publicó un folleto con 60 fotografías de los edificios discutidos (o planos, etc.), que se ampliaron en las ediciones del libro.